# Exit (Fernsehserie)
Exit (Eigenschreibweise: EXIT) ist eine norwegische Drama-Serie. Die erste Staffel wurde im September 2019 auf NRK1 ausgestrahlt, die zweite Staffel folgte im März 2021. Die dritte und letzte Staffel wurde im März 2023 ausgestrahlt. In Deutschland feierten die ersten beiden Staffeln ihre Premiere am 10. April 2020 und 1. Juli 2021 auf Joyn PLUS+, im Fernsehen auf ZDFneo. Die dritte Staffel wurde am 14. und 15. Mai 2024 in 9 Folgen auf ZDFneo ausgestrahlt, während die Originalfassung 8 Folgen hat.

## Handlung
Die Freunde Adam, Jeppe, Henrik und William sind Finanziers und Multimillionäre. Sie führen ein dekadentes Leben, aber ihr Erfolg hat auch eine Kehrseite: Die Männer empfinden das Leben als extrem langweilig. Deshalb verbringen sie den größten Teil ihrer Freizeit mit Partys, Drogen und Orgien mit Prostituierten. Sie stellen sich und ihren Job über alles und jeden. Dies hat Auswirkungen auf ihr Familienleben. Gleichzeitig müssen sie sich aber auch dem Druck der Wirtschaft widersetzen.
Die Serie basiert auf Interviews, die mit Finanziers aus Oslo geführt wurden.

## Besetzung
Quelle: Dt. Synchronkartei
| Rolle               | Schauspieler               | Synchronstimme     |
| ------------------- | -------------------------- | ------------------ |
| Adam Veile          | Simon J. Berger            | Christoph Banken   |
| Hermine Veile       | Agnes Kittelsen            | Christin Marquitan |
| William Bergvik     | Pål Sverre Hagen           | Peter Flechtner    |
| Henrik Kranz        | Tobias Santelmann          | Gerrit Schmidt-Foß |
| Jeppe Schøitt       | Jon Øigarden               | Viktor Neumann     |
| Celine Bergvik      | Ine Wilmann                | Antje von der Ahe  |
| Psychologin         | Gjertrud Jynge             | Heike Schroetter   |
| Pim                 | Catharina Vu               | Teresa Scherhag    |
| Tomine Kranz        | Sonja Wanda                | Cornelia Waibel    |
| Mille Schøitt       | Kaja Vik                   | Ann Vielhaben      |
| Pål Bugge Krøvel    | Anders Baasmo Christiansen | Bernhard Völger    |
| Magdalena           | Ellen Helinder             | Daniela Molina     |
| Martin Beskow       | Rolf Lassgård              | Douglas Welbat     |
| Louise Meller-Sacht | Sofia Helin                |                    |
| Peder Hartmann      | Frank Kjosås               | Philipp Lind       |

## Rezeption
Der schwedische Schauspieler Simon J. Berger erklärte in Interviews, dass ihm Fans der Serie mitteilten, sie sähen die von ihm verkörperte Figur Adam Veile als Vorbild an. Der Soziologe Willy Pedersen schrieb für die Zeitung Aftenposten, dass „das Bad-Boy-Image der Helden in Exit“ sowie der Kokainkonsum Jungen ansprechen können, die sich in der Selbstfindungsphase befinden.
Auf film-rezensionen.de wurde die erste Staffel der Serie mit 7 von 10 Punkten bewertet.

„In ‚Exit‘ haben vier Männer alles erreicht, was sie sich erträumt haben, und steigern sich in Exzesse aus Drogen, Sex und Gewalt hinein. Die Serie ist eine böse Abrechnung mit einer entfesselten Elite. Eine wirkliche inhaltliche Auseinandersetzung findet zwar nicht statt, doch die Darstellung kollektiver Morallosigkeit empört und fasziniert gleichermaßen.“